# Henri Grout de Beaufort
Pour les articles homonymes, voir Grout.
Henri-Ernest Grout, chevalier de Beaufort est un explorateur français. Né le 25 février 1798 à Aubevoye, il est décédé le 3 septembre 1825 à Bakel.

## Biographie
Henri Ernest est déclaré né chez son oncle maternel albavien le 6 pluviose an VI, de Jean-Louis, officier (1754-1813) (se fixe au Petit-Andely en 1796 après avoir émigré en 1792) et de Marie Catherine Joseph Chalanges (ou de Chalenge -1769-1840).
Élève de l'école de marine de Toulon (1812), lieutenant de vaisseau, il parcourt le Levant (1815) et le Sénégal (1819), chargé de calculer la latitude et la longitude du poste de Bakel. En 1824, souhaitant continuer l'exploration de Mungo Park, il visite la Gambie, le pays des Mandingues, le Bondou, le Karta et le Bambouk. Alors qu'il allait joindre Tombouctou, il meurt d'une fièvre.
La société de géographie a dressé une notice le concernant en date du 31 mars 1826 .